# Exogone arenosa
Exogone arenosa är en ringmaskart som beskrevs av Thomas H. Perkins 1981. Exogone arenosa ingår i släktet Exogone och familjen Syllidae.
Artens utbredningsområde är Mexikanska golfen. Inga underarter finns listade i Catalogue of Life.